# Les Grands Succès
Albums de Diane Dufresne
Merci
(2000) Merci
(2003)
Les Grands Succès est une compilation, parue en 2002, de la chanteuse québécoise Diane Dufresne, elle est composée de 18 chansons parues entre 1970 et 1998 ainsi que d'un remix du titre J'ai rencontré l'homme de ma vie version 2002.

## ÉditionCD

### Titres
| No  | Titre                                         | Paroles                       | Musique              | Durée |
| --- | --------------------------------------------- | ----------------------------- | -------------------- | ----- |
| 1.  | Un jour il viendra mon amour                  | Marcel Lefebvre               | François Cousineau   | 3:31  |
| 2.  | J'ai rencontré l'homme de ma vie              | Luc Plamondon                 | François Cousineau   | 3:00  |
| 3.  | Tiens-toé ben, j'arrive                       | Luc Plamondon                 | François Cousineau   | 2:13  |
| 4.  | La chanteuse straight                         | Luc Plamondon                 | François Cousineau   | 4:23  |
| 5.  | Rock pour un gars d'bicycle                   | Luc Plamondon                 | François Cousineau   | 3:20  |
| 6.  | Les hauts et les bas d'une hôtesse de l'air   | Luc Plamondon                 | François Cousineau   | 6:36  |
| 7.  | Hollywood freak                               | Diane Dufresne, Luc Plamondon | François Cousineau   | 3:57  |
| 8.  | Strip tease                                   | Luc Plamondon                 | Germain Gauthier     | 4:28  |
| 9.  | J'ai douze ans                                | Luc Plamondon                 | Germain Gauthier     | 4:04  |
| 10. | Le Parc Belmont                               | Luc Plamondon                 | Christian Saint-Roch | 6:16  |
| 11. | Hymne à la beauté du monde                    | Luc Plamondon                 | Christian Saint-Roch | 2:15  |
| 12. | Oxygène                                       | Luc Plamondon                 | Germain Gauthier     | 4:51  |
| 13. | Je voulais te dire que je t'attends           | Michel Jonasz, Pierre Grosz   | Michel Jonasz        | 5:36  |
| 14. | La vie en rose                                | Édith Piaf                    | Louiguy              | 3:31  |
| 15. | Un souvenir heureux                           | Danièle Thompson              | Vladimir Cosma       | 2:52  |
| 16. | Top secret                                    | Pierre Grosz                  | Claude Engel         | 3:59  |
| 17. | Cendrillon au coton                           | Diane Dufresne                | Marie Bernard        | 5:58  |
| 18. | L'enfant de la lumière                        | Diane Dufresne                | Marie Bernard        | 5:55  |
| 19. | J'ai rencontré l'homme de ma vie (Remix 2002) | Luc Plamondon                 | François Cousineau   | 3:00  |

## Crédits
- Musiciens : Multiples
- Photos : Jean-François Bérubé
- Conception pochette : Jean-Charles Labarre (S.P.I.N.), Richard Langevin
- Réalisation : Progressif, Disques Sismik